# Lewis (metralhadora)

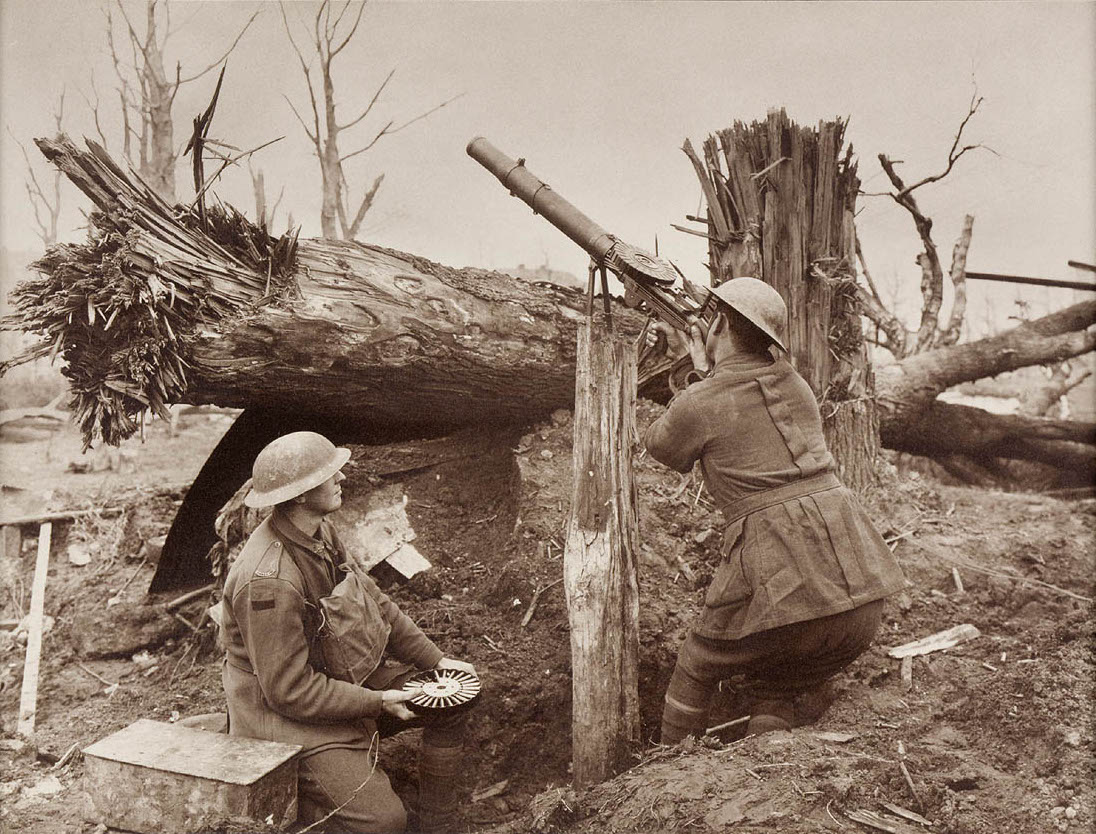
Uso da Lewis como arma antiaérea durante a Primeira Guerra Mundial

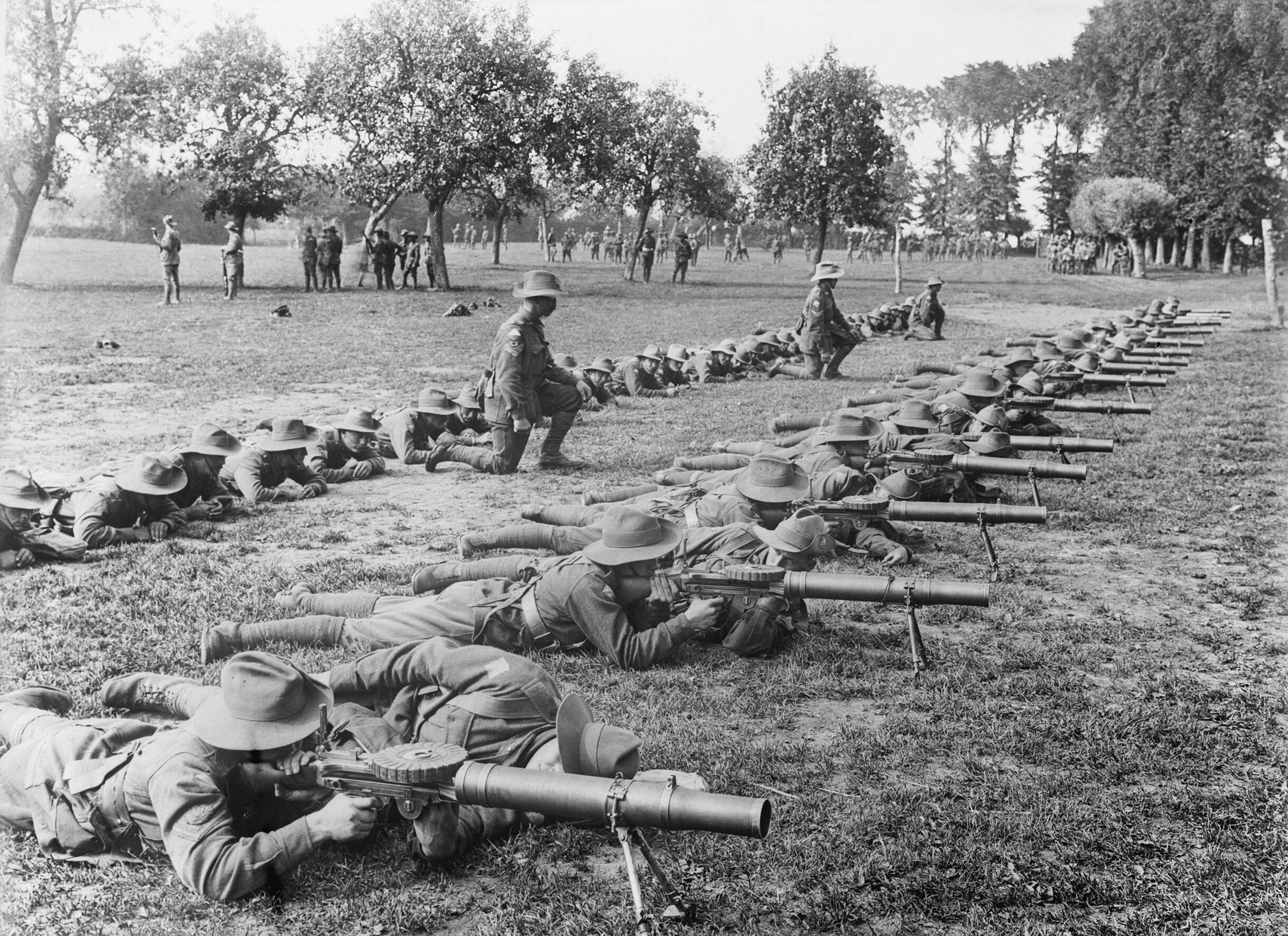
Linha de instrução de tiro em posição deitada com a Lewis

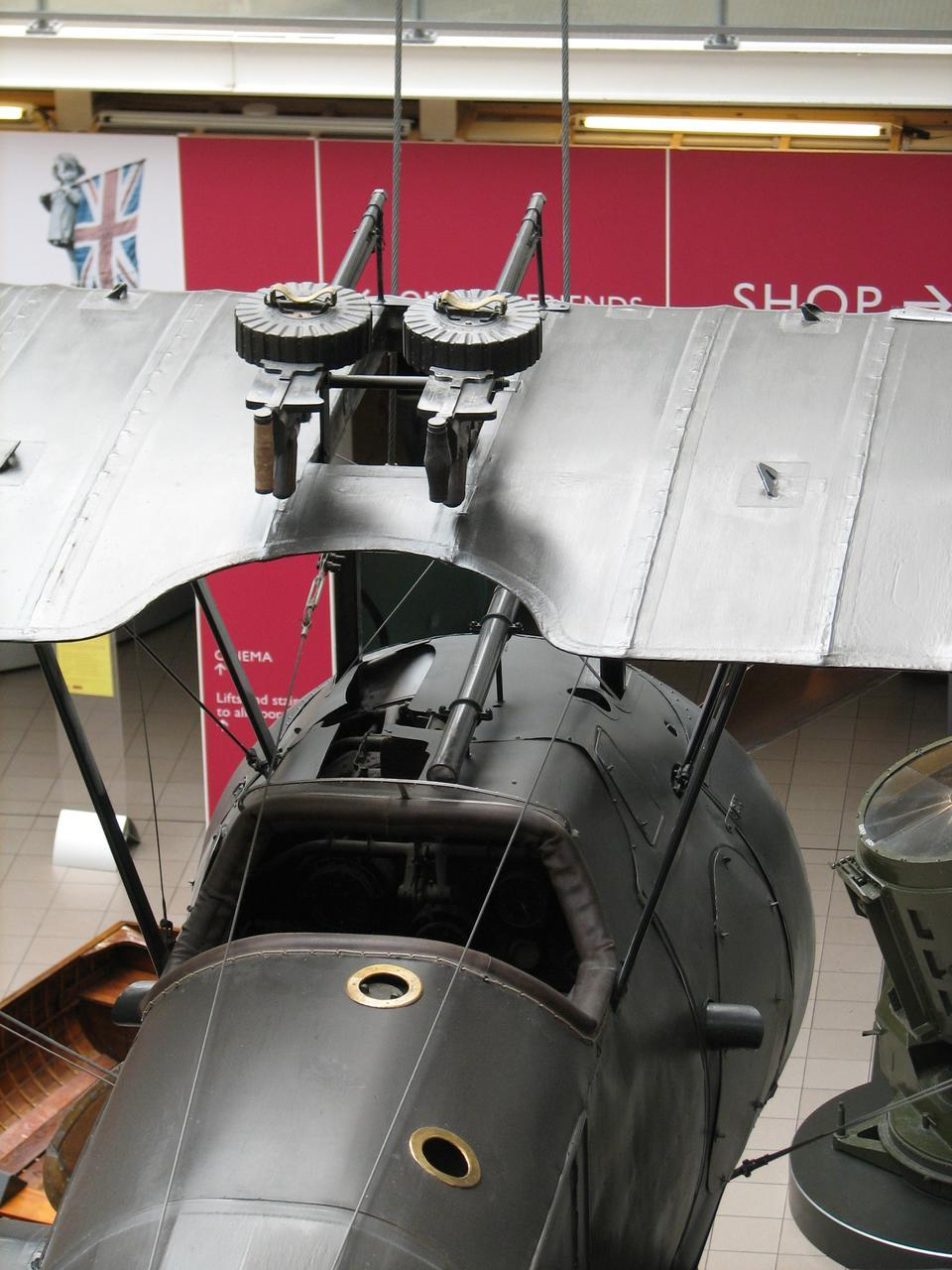
Lewis Mk.II montadas num caça Sopwith Camel

A Lewis Gun, ou, simplesmente Lewis, é uma metralhadora leve projetada nos Estados Unidos na década de 1910. Ela foi inventada por Samuel McLean e aperfeiçoada pelo Coronel Isaac Newton Lewis, tendo sido produzida em massa no Reino Unido, ela foi o sustentáculo de muitas forças armadas no mundo inteiro, chegando a participara da Expedição Pancho Villa, na primeira e segunda guerras mundiais, onde além de ser usada para dar apoio à infantaria nas trincheiras, foi amplamente usada em aeronaves e carros de combate, chegando a ser usada na Guerra da Coreia.

## História
A Lewis Automatic Machine Rifle (literalmente Espingarda Metralhadora Automática Lewis) foi desenvolvida nos EUA em 1911. pouco antes da Primeira Guerra Mundial. Apesar das suas origens, a Lewis não foi imediatamente adaptada pelos americanos. Isto teve a ver com rivalidades entre os responsáveis pelo armamento do Exército dos Estados Unidos. A arma tinha uma cadência de tiro de cerca de 550 tpm. Pesava 12,7 kg, ou seja, cerca de metade do peso das típicas metralhadoras da época como a Vickers, sendo escolhida, sobretudo porque podia ser carregada e operada por um único soldado. A Lewis era, portanto, mais móvel que as metralhadoras pesadas e poderia mais facilmente acompanhar as tropas durante os seus avanços e recuos. No entanto, ainda era algo pesado para a missão para a qual foi projetada. A arma também tinha a característica de ser relativamente barata, com um custo de cerca de um sexto de uma metralhadora Vickers, sendo por isso atribuída em largas quantidades às tropas em combate na Frente Ocidental durante a Primeira Guerra Mundial. No total, a Lewis era constituída apenas por 62 peças, tornando-a muito mais fácil de fabricar que a Vickers (podiam ser fabricadas seis metralhadoras Lewis ao mesmo tempo que uma única Vickers). Pela sua leveza também se tornou popular como arma aeronáutica.

## Serviço
O Coronel Lewis ficou frustrado ao tentar persuadir o Exército dos EUA a adaptar o seu projeto. Decidiu então reformar-se e dirigiu-se para a Bélgica. Os belgas depressa adaptaram a arma em 1913, adaptando a munição .303 Britânica. Pouco depois, a Birmingham Small Arms Company (BSA) adquiriu a licença para fabricá-la no Reino Unido. Os alemães defrontaram-se, pela primeira vez, com a Lewis, ao invadirem a Bélgica em 1914, dando-lhe o apelido de "a Cascavel Belga".
Os Exército Britânico adaptou a Lewis, pouco depois dos belgas, em 1914. Cada arma necessitava de uma guarnição de dois elementos, um apontador para a disparar e um municiador, para transportar as munições e recarregá-la. Todos os militares da secção estavam treinados para a disparar caso a sua guarnição ficasse incapacitada. Os primeiros tanques britânicos, os Mark I estavam armados com metralhadoras Lewis. Foi usada nas aeronaves britânicas, tanto operada pelos segundos tripulantes (observadores ou apontadores) como arma primária, em complemento das metralhadoras Vickers.
Em 1917, o Exército dos Estados Unidos, adaptou finalmente a Lewis no calibre .30-06 Springfield. A arma foi, no entanto rapidamente substituída, logo em 1918, pela BAR.
A Rússia comprou um número significativo de Lewis no calibre .303 Britânico e no 7,62 x 54 mm Russo, usando-a como arma automática de apoio direto nas unidades de infantaria ou como metralhadora de apoio geral nas unidades de cavalaria. Apesar de ter sido substituída pela Degtyarev na década de 1920, algumas Lewis foram reintroduzidas brevemente, durante a Segunda Guerra Mundial para compensar as perdas de equipamento durante o avanço alemão.
O Exército Alemão também usou Lewis capturadas e adaptadas ao uso de munições alemãs, para equipar os seus Musketen Bataillonnen (literalmente "Batalhões de Mosqueteiros"), unidades móveis de metralhadoras ligeiras vocacionadas para operações de assalto ou de contra-ataque. A Lewis manteve-se em serviço nestas unidades até à formação dos Maschinen-Gewehr Scharfschützen Bataillonnen (Batalhões de Atiradores de Metralhadoras) em abril de 1918. Os Sturmabteillung (Tropas de Assalto) preferiam as Lewis às metralhadoras "ligeiras" alemãs e mantiveram-nas em uso. A Lewis continuou ao serviço alemão até ao final da guerra, sendo reparadas e convertidas numa fábrica em Bruxelas.
O Corpo Expedicionário Português enviado para a França também foi equipado com metralhadoras Lewis. A partir daí a Lewis tornou-se a metralhadora ligeira padrão do Exército Português até à década de 1930. Algumas Lewis continuaram ao serviço de unidades coloniais até o início da década de 1960. A Lewis também equipou a Guarda Nacional Republicana.
No início da Segunda Guerra Mundial a Lewis já tinha sido substituída pela Bren na maioria das funções no âmbito da infantaria do Exército Britânico. No entanto continuou ao serviço como arma montada em viaturas e aeronaves. Na emergência que se seguiu à queda da França, a Lewis foi utilizada para armar a Home Guard (Força de Defesa Territorial).
Também, durante a Segunda Guerra Mundial, muitos elementos de projecto da Lewis serviram de inspiração para a espingarda de assalto alemã.

## Variantes
Lewis Mark I (Mk.I): versão portátil de infantaria, com um radiador de grandes dimensões;
Lewis Mark II (Mk.II): versão aeronáutica, com um radiador mais leve e perfurado;
M1917: variante da Lewis Mk.I com calibre .30-06 Springfield, para serviço do Exército dos EUA;
Lewis M1920: versão holandesa, fabricada em Hembrug, durante a década de 1920;
Tipo 92: cópia japonesa da Lewis Mk.II.